# Sphex rufinervis
Sphex rufinervis är en biart som beskrevs av Pérez 1985. Sphex rufinervis ingår i släktet Sphex och familjen grävsteklar. Inga underarter finns listade i Catalogue of Life.